# Kamferalant
Kamferalant (Dittrichia graveolens, synoniem: Inula graveolens) is een eenjarige plant, die behoort tot de composietenfamilie (Asteraceae). De plant geeft een kamfergeur af, die door de klieren wordt afgescheiden. De soort komt van nature voor in Midden- en Zuid-Europa en is tussen 1975 en 1999 in Nederland ingeburgerd. De soort is verder verspreidt naar Californië, India, Zuid-Afrika en Australië. Het aantal chromosomen is 2n = 18.
De plant wordt 20-50 cm hoog en heeft rechtopstaande, sterk met klierharen bezette stengels. De lancetvormige tot langwerpige, 1-3 cm lange en 1–3 mm brede bladeren hebben een gave of kort getande rand en een spitse top. Ook de bladeren zijn bezet met klierharen.
Kamferalant bloeit van juni tot in de herfst. De 0,5-1,2 cm brede hoofdjes zitten in een slanke pluim. De tot 3 mm lange lintbloemen zijn niet of weinig langer dan de omwindselbladen. De omwindselbladen zijn 1-8 mm lang. Het bloemhoofdje heeft 10-12 lintbloemen en 9-14 of meer buisbloemen.
De vrucht is een rolrond, 1,5-2 mm lang, met weerhaken bezet nootje met aan de voet samengegroeide haren van de 3-4 mm lange pappus.

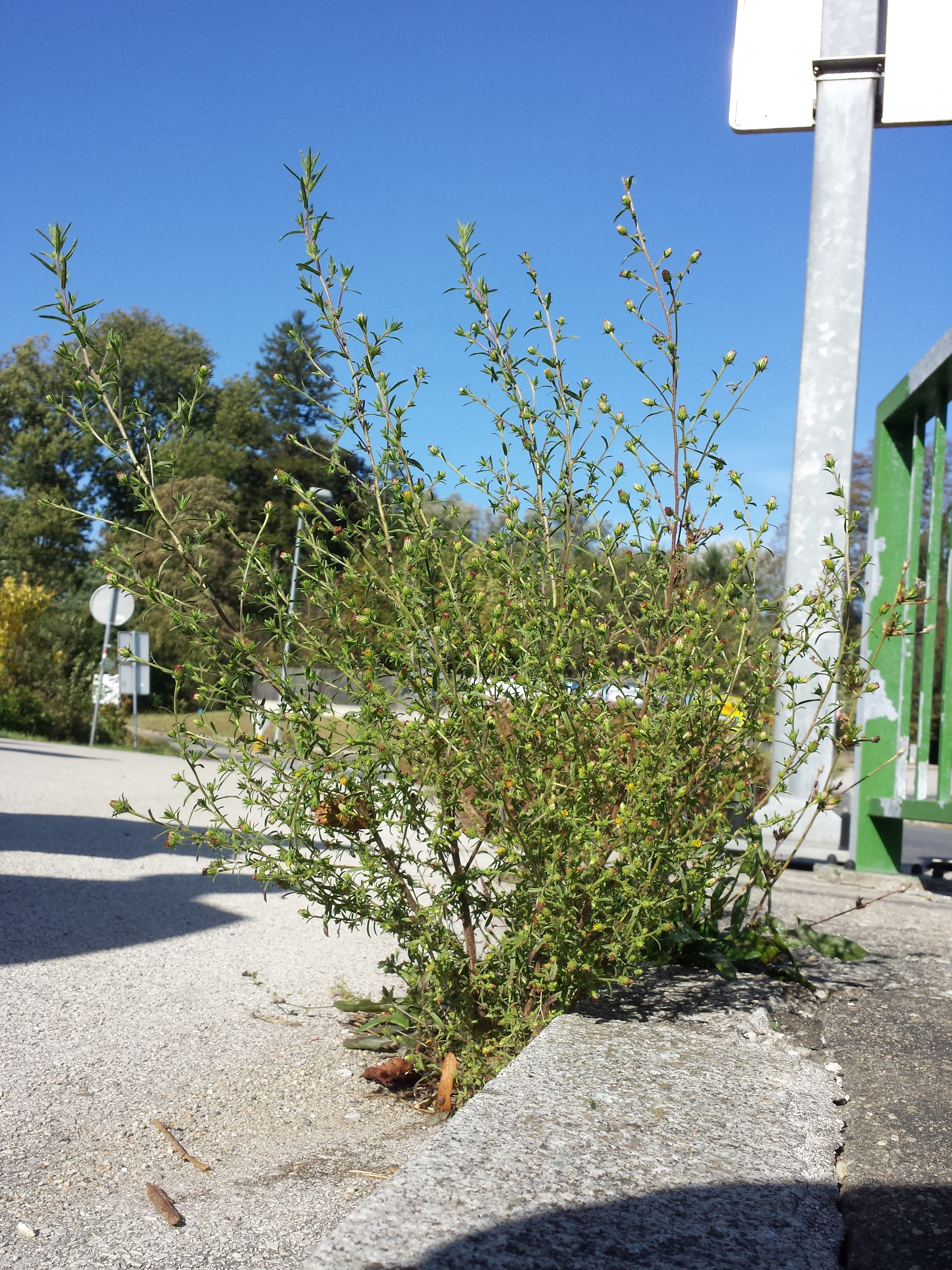
Plant
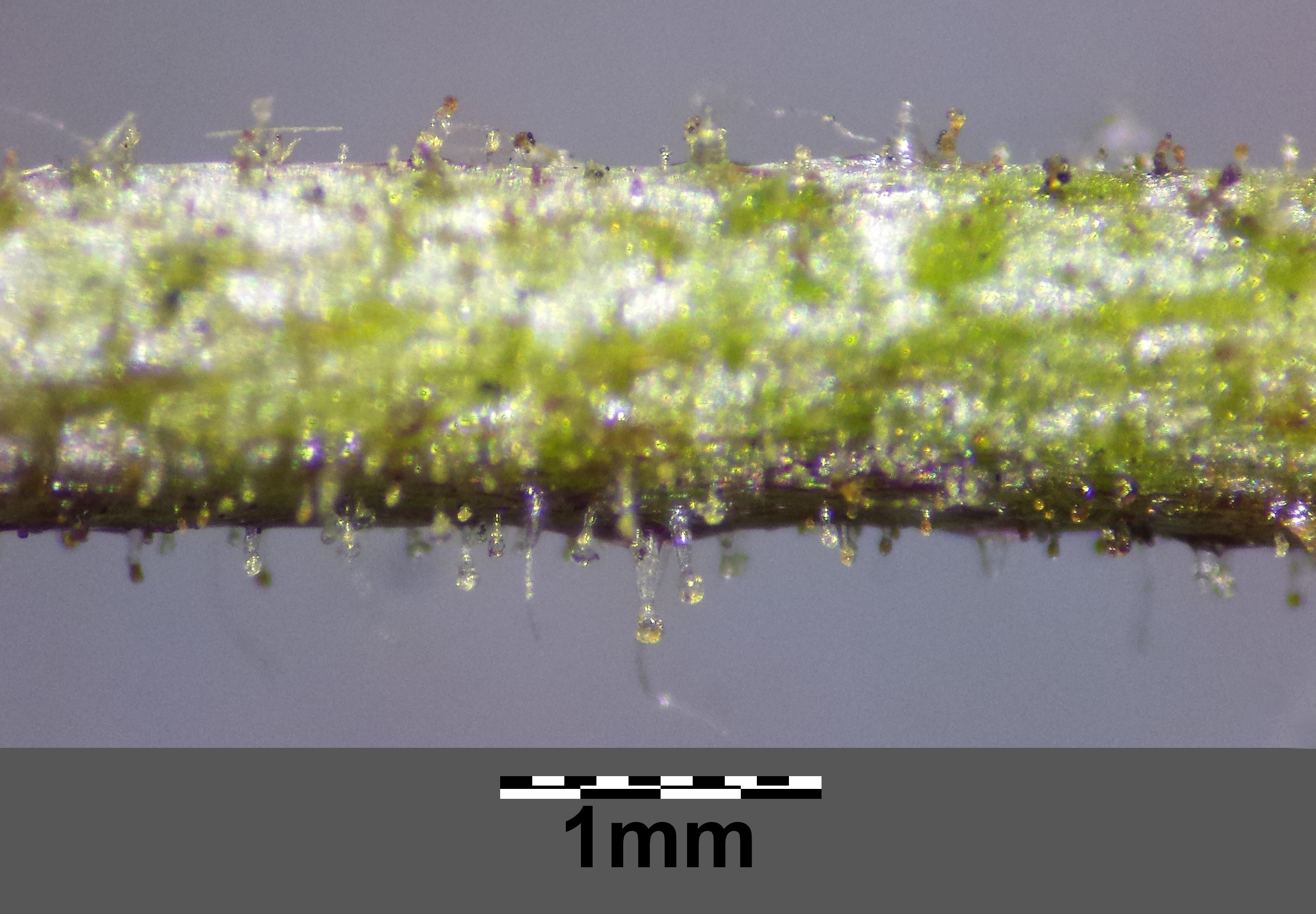
Beklierde stengel
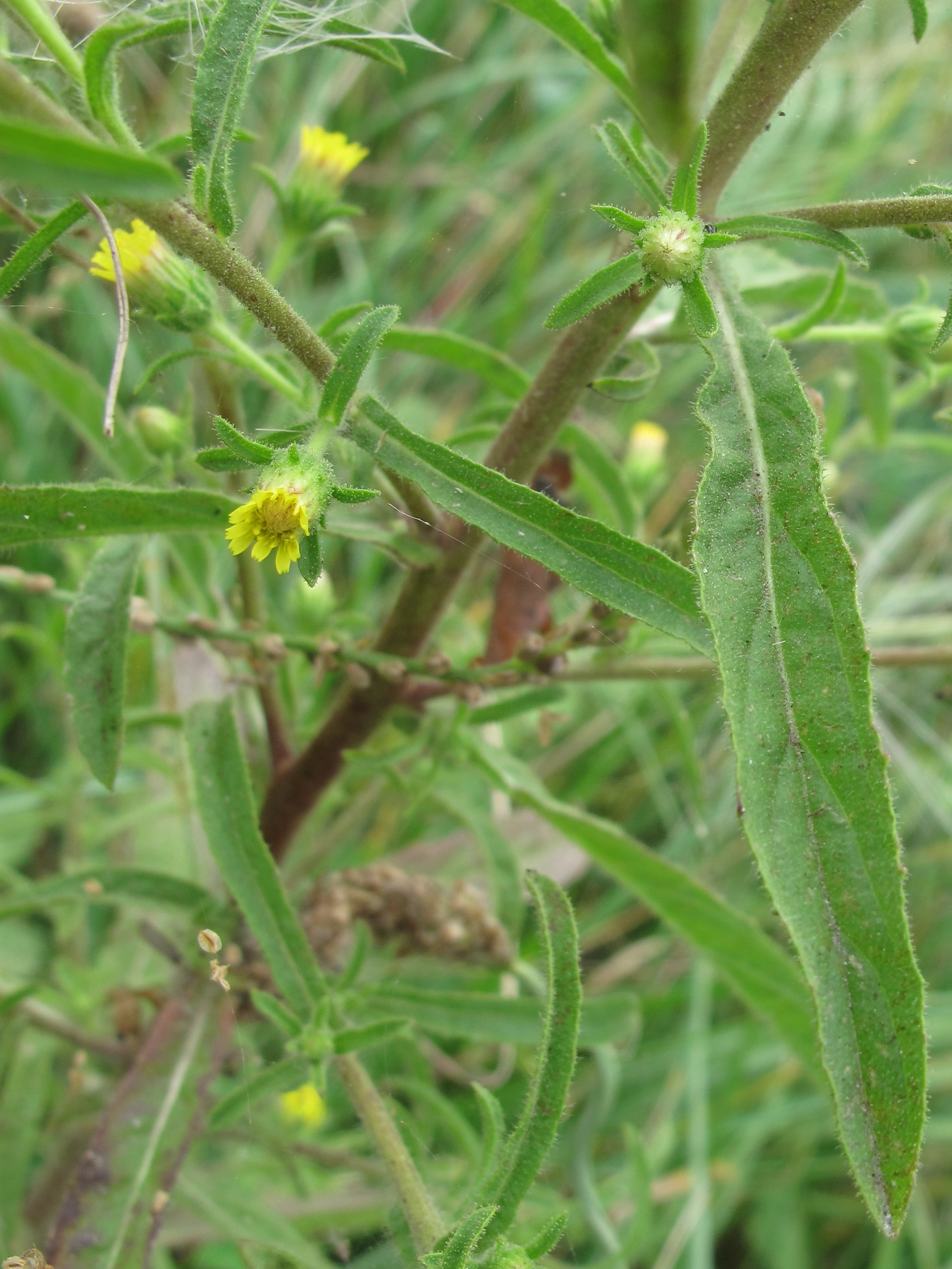
Blad
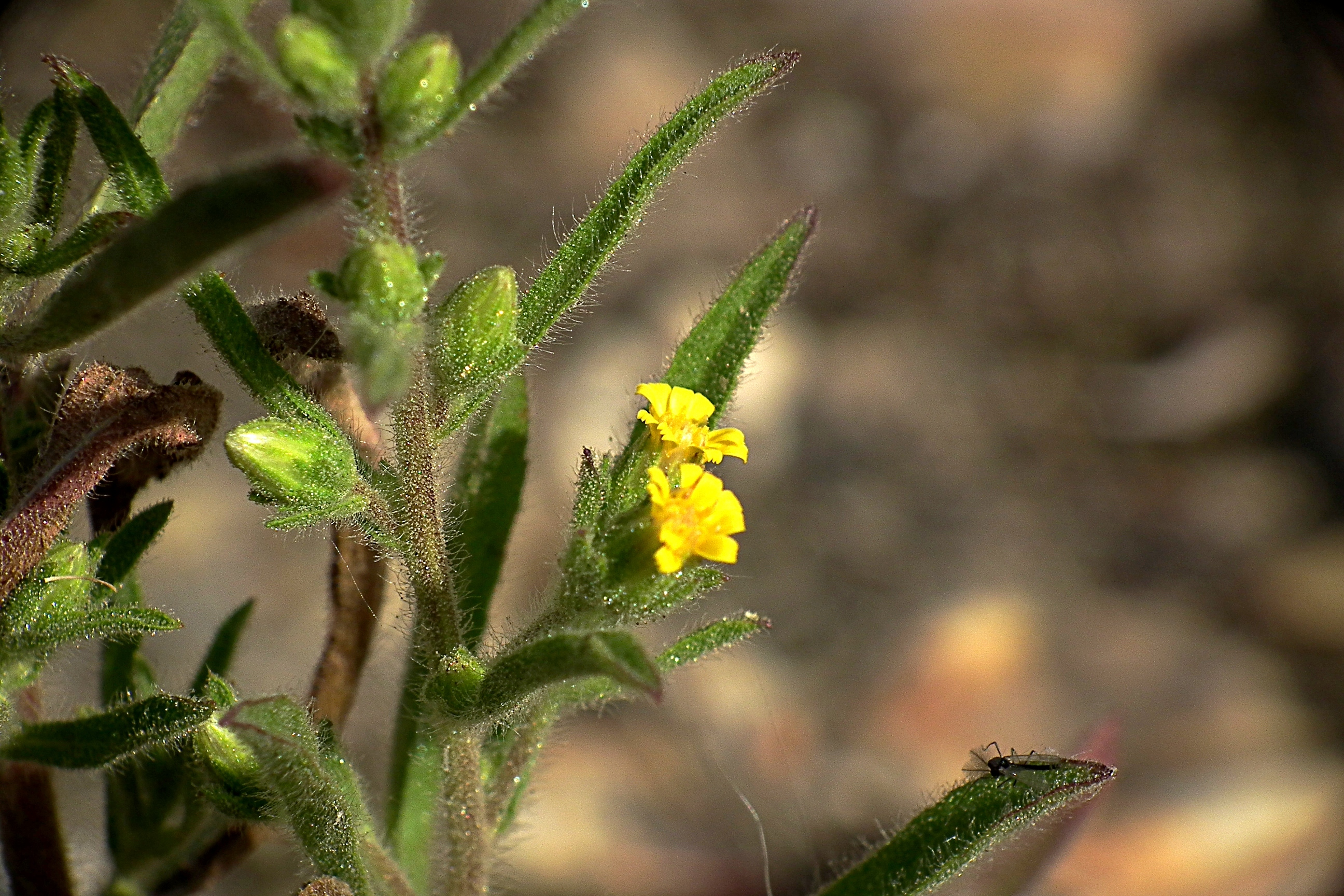
Bloeiwijze
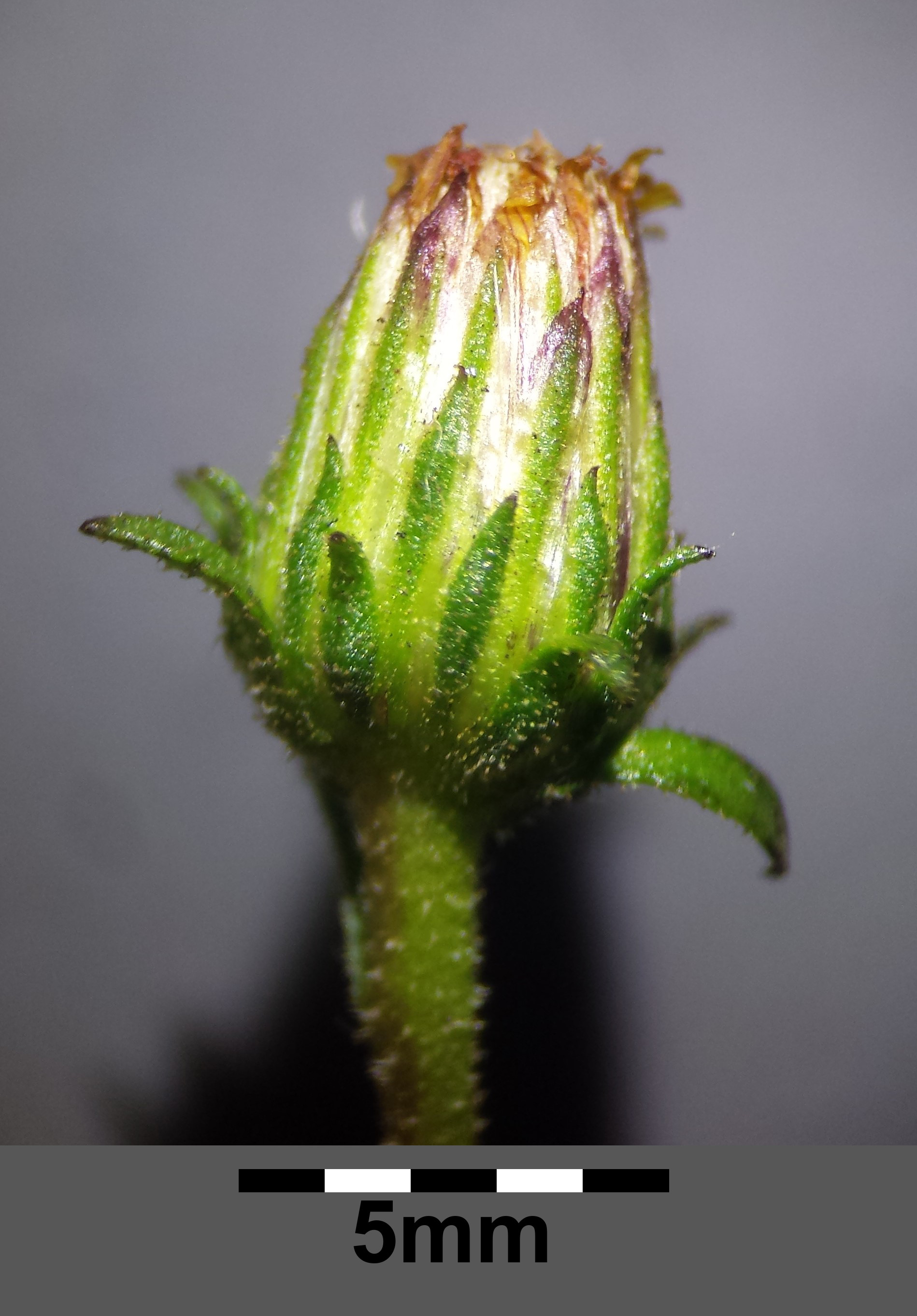
Omwindsel
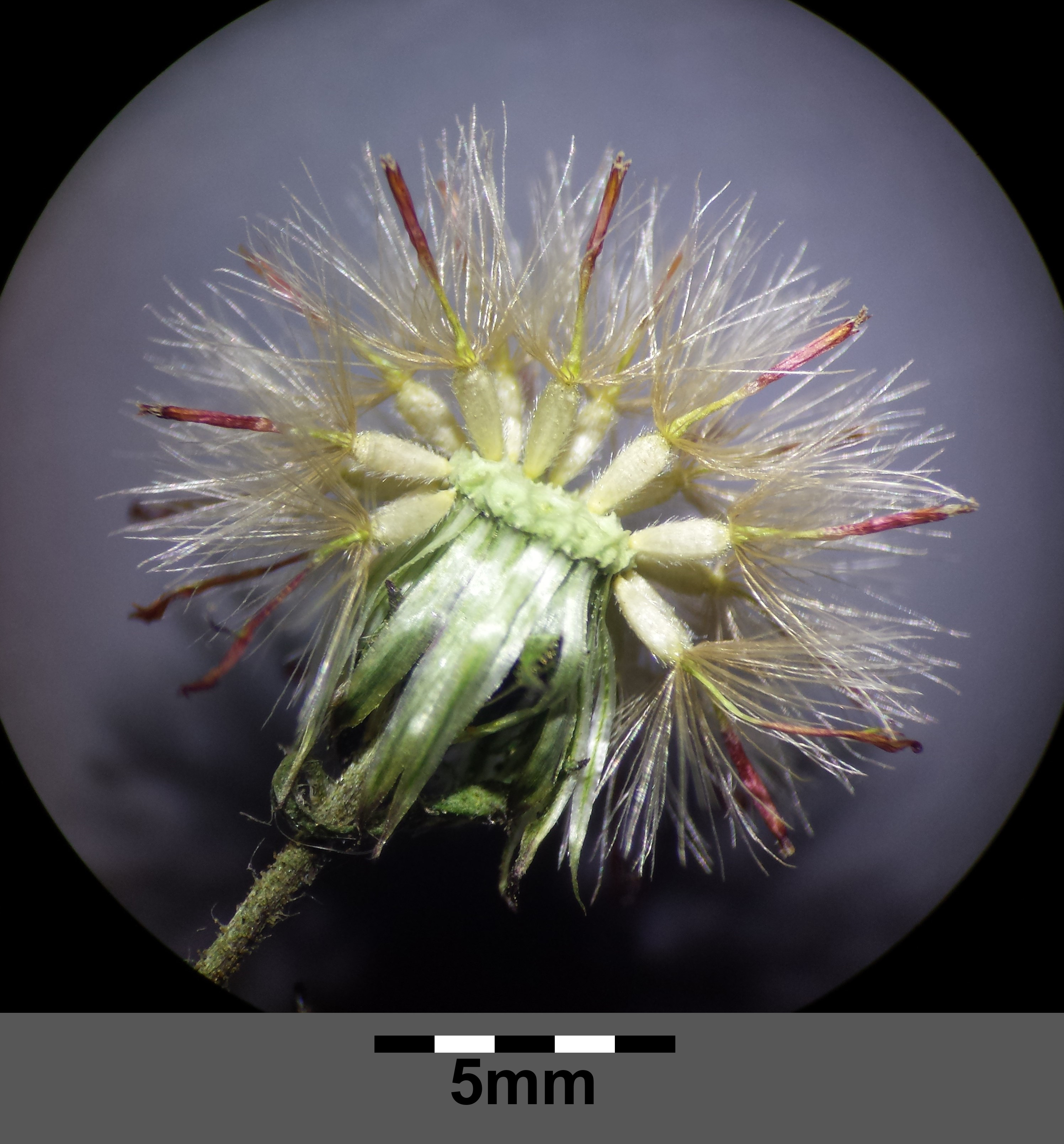
Vruchten

## Giftigheid
De plant kan bij aanraking een allergische reactie (contacteczeem) veroorzaken. De weerhaken op de vrucht beschadigen het spijsverteringsstelsel van grazende dieren. Ook tast de opgegeten planten de smaak van vlees en melk van de grazers aan.